# Ерика Буркарт
Ерика Буркарт (на немски: Erika Burkart) е швейцарска поетеса, белетристка и есеистка.

## Живот
Родена е в семейство на гостилничар в Аарау.
Тя работи 10 години като селска учителка. През това време пътува из Франция, Италия, Испания, Ирландия. От 1956 г. е писателка на свободна практика. Основни теми в творчеството ѝ стават природата, любовта, раздялата и смъртта. Поетесата живее и създава творчеството си в бившия игуменски дом на манастира Мури в Аристау.

## Творчество
С ранните си стихосбирки „Тъмната птица“ (1953), „Спътници на звездите“ (1955), „Обаяние и полет“ (1956), „Лятно слънцестоене“ (1957) и „Духът на полята“ (1958) Ерика Буркарт съгражда един художествен свят, който ще продължи да обитава с все по-нарастваща поетическа мощ. Следват стихосбирките „Спасената Земя“ (1960), „С очите на кариатидата“ (1962), „Живея“ (1964), „Бягащите брегове“ (1967), „Прозрачността на отломките“ (1973), „Светлината в сечището“ (1977), „Очевидец. Избрани стихотворения“ (1978), „Свободата на нощта“ (1982), „Зодиакът на Детето“ (1984), „Минута мълчание“ (1988), „Диря синия мак“ (1989), „Нежността на сенките“ (1991), „Тишината на най-далечния отзвук“ (1997), „Бавна част“ (2002) и „Безпризорна близост“  (2005).

## Награди и отличия (подбор)
- 1956: Internationaler Lions Club
- 1957: „Награда Дросте“ на град Меерсбург
- 1961: „Награда Конрад Фердинанд Майер“ на град Цюрих
- 1964: Kulturpreis der Pro Argovia
- 1970: Ehrengabe der Stadt Zürich
- 1971: „Награда на Швейцарска Фондация „Шилер““ за отделна творба
- 1971: „Награда Ида Демел“
- 1972: Werkjahr für Aargauer Kunstschaffende 1972
- 1978: „Награда Йохан Петер Хебел“
- 1979: Werkbeitrag des Kantons Zürich
- 1980: „Литературна награда на Ааргау“
- 1986: Werkauftrag Pro Helvetia
- 1990: Wolfgang-Amadeus-Mozart-Preis der Johann-Wolfgang-von-Goethe-Stiftung
- 1992: „Награда Готфрид Келер“
- 1995: „Шилерова награда на Цюрихската кантонална банка“
- 1999: Werkauftrag Pro Helvetia
- 2000: Ehrengabe der Stadt Zürich
- 2002: „Награда Йозеф Брайтбах“
- 2003: Ehrengabe der Stadt Zürich
- 2005: „Голяма Шилерова награда“